# Alfred Loewenstein
Alfred Loewenstein, né le 11 mars 1877 à Bruxelles (Belgique) et mort le 4 juillet 1928 dans la Manche, est un financier milliardaire belge. 
Il fut, dans les années 1920, la troisième personne la plus riche au monde, après Henry Ford et John Davison Rockefeller. 

## Biographie
Alfred Loewenstein est né a Bruxelles, fils d'un agent de change juif allemand et de la fille de l'agent de change bruxellois Chrétien Dansaert. Au cours de sa vie, il préfère taire l'origine juive de son père.
Il sort diplômé de l'Université libre de Bruxelles à l'âge de vingt ans et épousera, en 1909, Madeleine Misonne, fille d'un avocat bruxellois. 
Très doué dans les affaires, il bâtit rapidement un empire financier et industriel, prenant des participations dans les industries des transports urbains, de l'électricité et de la soie artificielle[réf. nécessaire] notamment au travers de sa Société Internationale d'Énergie Hydro-Électrique (SIDRO) .
En 1919 - 1920, il fait construire par l'architecte français Armand Sigwalt , au no 35, rue de la Science à Bruxelles, l'hôtel Loewenstein, un hôtel particulier dans le style Beaux-Arts en vogue au début du XXe siècle, où siège depuis 1995 le Conseil d'État .
En 1926, il loue un luxueux appartement à Biarritz, sur la Côte basque, puis par l'intermédiaire d'une société immobilière prête-nom, il l'achète en 1926 avant de disparaître mystérieusement en juillet 1928. Sotheby's International Realty a retrouvé cet appartement . 
Le gouvernement britannique le fait compagnon du très honorable ordre du Bain. 
Le titre de baron lui a été accordé, selon la Bibliothèque nationale de France .
Début 1928, la presse le crédite comme la troisième fortune mondiale derrière John Davison Rockefeller et Henry Ford.
Le 4 juillet 1928, en compagnie de son valet, de son secrétaire et de deux sténo-dactylos, il prend son avion personnel, un Fokker VII3m piloté par le pilote Donald Drew et le mécanicien Harry Little, au départ de Croydon en Angleterre (18h30 GMT) et à destination de Bruxelles. Lors du vol, il tombe de l'avion. La chute de 1 200 m dans la Manche provoque sa mort. Le 19 juillet 1928, son corps est retrouvé en mer, au large du cap Gris-Nez, à proximité de Boulogne-sur-Mer. Les raisons et les circonstances exactes de sa chute demeurent mal éclaircies, quoique l'enquête civile menée par le juge belge M. de la Ruwière ait conclu à un accident, Alfred Loewenstein ayant confondu la porte des toilettes où il s'était rendu avec la porte donnant sur l'extérieur. Aucune enquête judiciaire n'est ouverte et l'avion est ramené dès le lendemain 5 juillet en Angleterre et vendu peu après.
Il est inhumé le 21 juillet 1928 au Cimetière de Bruxelles, à Evere, dans une tombe au départ anonyme, dans la stricte intimité et sans la présence de sa veuve, Madeleine Loewenstein.
En octobre 2021, sa maison anglaise, The Pinfold, dans le village de Thorpe Satchville, paroisse civile de Twyford and Thorpe (Leicestershire),  est mise en vente pour 1 million de £,.

## Postérité
La romancière britannique Elinor Glyn a écrit une nouvelle sur la vie d'Alfred Loewenstein, qui a été adaptée au cinéma en 1930 par Kenneth Hawks sous le titre Such Men Are Dangerous.